# 沐诚
沐诚（1456年—1482年），沐英玄孙，祖籍河南定遠（今安徽），明朝将领、诗人、书法家。

## 生平
七岁通读孝经论语，长大后，娴熟韬略，成化十年（1474年）袭封云南左卫佥事。十六年（1480年），和御史樊瑩创建腾冲司学。十八年（1482年），为都指挥使，右参将，驻守腾冲、金齿等地。工草书喜吟诗。子沐昆其後承襲黔國公爵位。